# Dzharatitanis kingi
Dzharatitanis kingi — вид ящеротазових динозаврів родини Rebbachisauridae, що існував у пізній крейді (92—90 млн років тому). Описаний у 2021 році.

## Історія досліджень
Рештки динозавра виявлено у 1997 році у відкладеннях формації Джаракудук під час міжнародної експедиції URBAC (узбецько-російсько-британсько-американсько-канадська). Виявлено рештки хребців. У 2015 році рештки ідентифіковано як такі, що належать динозавру з групи титанозаврів. На основі решток у 2021 році описано нові рід та вид Dzharatitanis kingi. Рід названо на честь формації, де виявлено рештки. Видова назва вшановує американського геолога Крістофера Кінга.